# Rudolf Sandreuter
Rudolf Sandreuter (* 1868 in Basel; † 1926 ebenda) war ein Schweizer Architekt.

## Leben und Werk

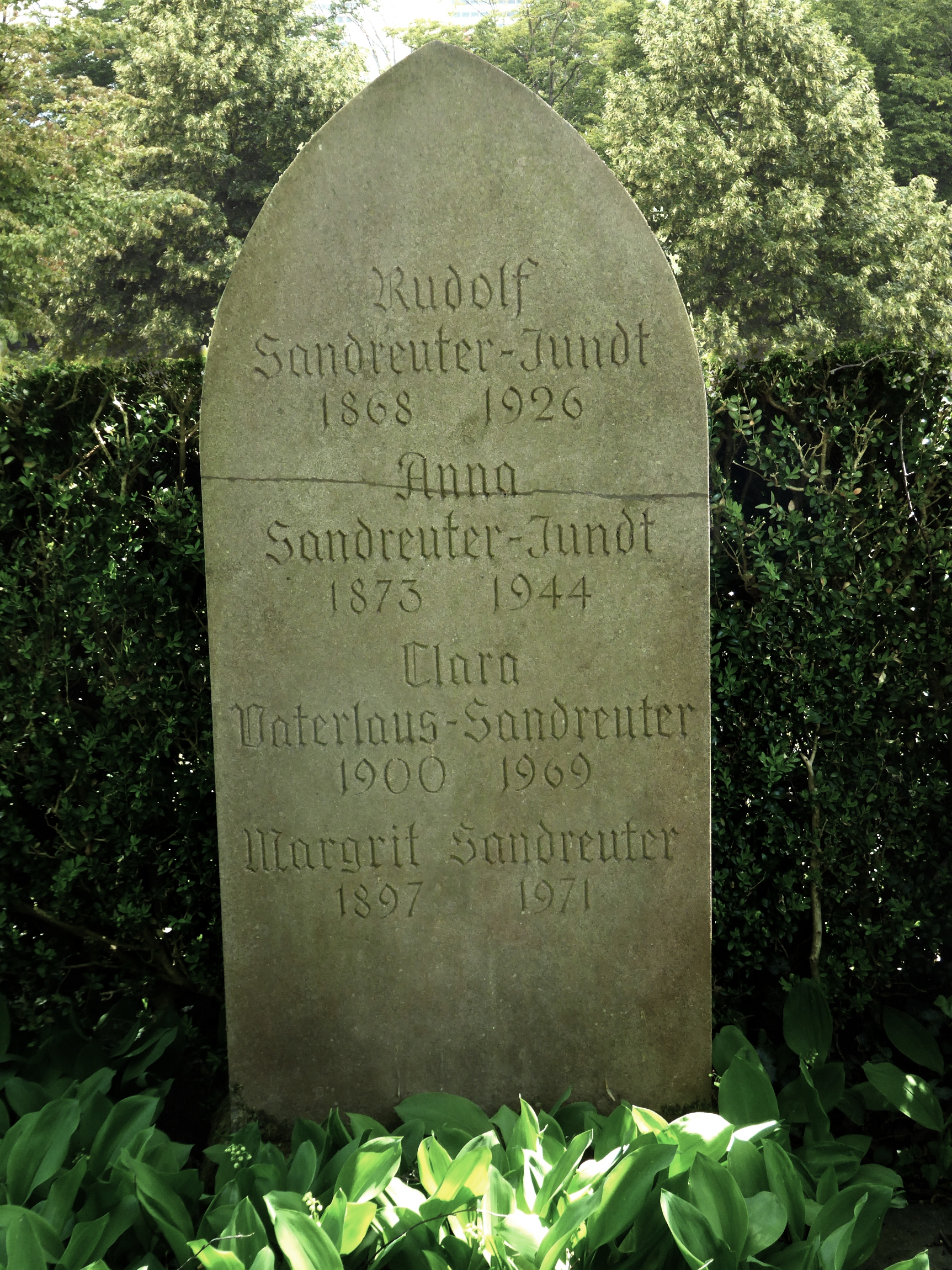
Familiengrab auf dem Friedhof am Hörnli.

Rudolf Sandreuter war ab 1899 selbstständiger Architekt und arbeitete zu Anfang mit Wilhelm Heinrich Fiechter-Liebi zusammen. So bauten sie in Basel Einfamilienhäuser in neobarockem, klassizistischem und neugotischem Stil. Ihr letztes gemeinsames Werk war das Geschäfts- und Wohnhaus in der «Spalen».
1904 baute Sandreuter am Fischmarkt 5 in Basel-Stadt das «Seidenhaus»: ein vierstöckiger Bau mit Jugendstilfassade aus rotem Sandstein. Unter dem Dach befand sich ein grosses Atelier, das vom Fotografen Alfred Heinrich Kugler (1877–1937) benutzt wurde.
1900 verlegte Sandreuter den Haupteingang des Schlosses Aesch zur Dorfseite und die spätgotischen Fenster in den Halbrundturm. 1912 baute er für die Basler Lagerhausgesellschaft (BLG) ein Silo aus Eisenbeton. Zudem baute er in Basel-Stadt das Restaurant «zum Braunen Mutz» und das Restaurant «Gifthüttli» um.
Rudolf Sandreuter war mit Anna, geborene Jundt (1873–1944), verheiratet. Zusammen hatten sie die Töchter Margrit (1897–1971) und Clara (1900–1969). Seine letzte Ruhestätte fand er auf dem Friedhof am Hörnli.